# Khaled Chentout
Khaled Chentout (né le 29 mars 1984 à la casbah, Alger Algérie) est un joueur de handball algérien. Il a commencé à jouer à l'équipe de la casbah, puis el Hammamet, puis Bab el oued, puis avec l’équipe nationale algérienne minime. En 2007, il est parti en Espagne où il a joué quelque temps avec l'équipe B de Barcelone. Il évolue au sein du Nøtterøy HB et de l'équipe nationale d'Algérie.
Il a participé et obtenu la coupe d'Afrique en 2014. Il participe notamment au Championnat du monde 2015.

## Palmarès

### avec l'Équipe d'Algérie
Championnat d'Afrique
- Médaille d'or au championnat d'Afrique 2014 ( Algérie)

Championnat du monde de handball
- 24e au championnat du monde 2015 ( Qatar)